# Normale (superficie)
In matematica, una normale a una superficie piana è un vettore tridimensionale perpendicolare a quella superficie. Una normale ad una superficie non piana nel punto {\displaystyle p} su quella superficie è un vettore perpendicolare al piano tangente a quella superficie in {\displaystyle p}. La parola normale è adoperata anche come aggettivo e come nome con questo significato:  una retta normale ad un piano, la componente normale di una forza, il vettore normale, ecc. (v.a. perpendicolarità).

Un poligono e due dei suoi vettori normali.

## Calcolare la normale ad una superficie

Una normale ad una superficie è una normale al piano tangente nel punto.

Per un poligono (come un triangolo), la normale alla superficie può essere calcolata come il vettore prodotto vettoriale di due lati non paralleli del poligono.
Per un piano ricavato da un'equazione del tipo {\displaystyle ax+by+cz=d}, il vettore {\displaystyle (a,b,c)} è una normale.
Se una superficie {\displaystyle S} (possibilmente non-piana) è parametrizzata da un sistema di coordinate curvilinee {\displaystyle \mathbf {x} (s,t)}, con {\displaystyle s} e  {\displaystyle t} numeri reali, allora una normale è data dal prodotto vettoriale delle derivate parziali
{\displaystyle {\partial \mathbf {x}  \over \partial s}\times {\partial \mathbf {x}  \over \partial t}.}
Se una superficie {\displaystyle S} è data implicitamente, come la serie di punti {\displaystyle (x,y,z)} che soddisfano  {\displaystyle F(x,y,z)=0}, allora, la normale nel punto {\displaystyle (x,y,z)} alla superficie è data dal gradiente
{\displaystyle \nabla F(x,y,z).}
Se una superficie non ha un piano tangente in un punto, allora non avrà neanche una normale in quel punto. Per esempio, un cono non ha una normale nel suo vertice e nemmeno ha una normale lungo il bordo della sua base.  Comunque la normale al cono è definita quasi ovunque.  In generale, è possibile definire una normale quasi ovunque per una superficie che soddisfi la condizione di Lipschitz.

## Unicità di una normale
La normale ad una superficie non ha un unico verso; il vettore che punta nel verso opposto della normale alla superficie è anch'esso una normale a quella superficie. Per una superficie orientata, la normale alla superficie è solitamente determinata dalla regola della mano destra.

## Usi
- Le normali sono essenziali per definire gli integrali di superficie dei campi vettoriali.
- Le normali sono comunemente usate nella computer grafica tridimensionale per i calcoli d'illuminazione; vedi Legge di Lambert.

| Controllo di autorità | GND (DE) 4699684-9 |